# Total music
Musica totale era un servizio di distribuzione di musica digitale creato dalla Universal Music Group e Sony BMG. Fu avviato nel 2007 e chiuso nel 2009. L'impresa non ha mai prodotto alcun prodotto o servizio utilizzato dai consumatori.

## Storia
Musica totale era stato inizialmente concepito come un servizio in abbonamento che offriva download di file audio con tanto di DRM ai consumatori. L'abbonamento avrebbe dovuto incorporare nel prezzo dei dispositivi di riproduzione audio digitale; i consumatori avrebbero acquistato il dispositivo ricevendo un abbonamento "gratuito", che consentiva l'accesso, per un periodo di tempo limitato, ai cataloghi delle etichette discografiche partecipanti. Questo piano fu scartato quando un'inchiesta antitrust del Dipartimento di Giustizia degli Stati Uniti all'inizio del 2008 espresse preoccupazione per il fatto che le maggiori case discografiche si erano trovate in collusione per fornire un ingiusto vantaggio alla Musica totale.
Musica totale fu in seguito ideato come un servizio di streaming da incorporare nei siti di social networking, in particolare Facebook, in un modello simile a quello che era già in atto attraverso accordi tra le case discografiche e MySpace: in cambio dei dati degli utenti e delle entrate pubblicitarie, Musica totale avrebbe dato al social network una licenza per utilizzare la musica delle etichette partecipanti. Per fornire un back-end, Musica totale acquisì Ruckus Network e convinse la EMI ad essere aggiunta al catalogo di Universal e Sony BMG, ma la Warner Music Group, l'etichetta più importante rimanente, non volle partecipare. Ancora più grave, Musica totale non fu in grado di convincere Facebook ad accettare i dati degli utenti e le entrate pubblicitarie.
Seguirono i licenziamenti e Ruckus fu chiusa. Poco dopo fu chiusa anche Musica Totale.
Nei suoi ultimi mesi l'azienda sperimentò anche la fornitura di un widget di servizi di streaming per siti Web e blog. Il widget non è mai andato al di là della versione beta.